# Бернар VIII (граф Комменжа)
Бернар VIII де Комменж (фр. Bernard VIII de Comminges) — граф Комменжа в 1312—1335. Виконт де Тюренн (по правам жены). Сын Бернара VII де Комменжа и Лоры де Монфор.
Родился около 1285 года.
Первая жена — Марква (Пуэлла, Капсюэлла (Capsuelle)) д’Арманьяк (ум. до 1304), дочь Жерара II д’Арманьяка. Овдовев, женился (11 июня 1304/1306) на Маргарите де Тюренн (ум. после 1311), дочери и наследнице Раймона VII, виконта де Тюренн. Третья жена — Марта де л’Иль-Журден (ум. после 1335), дочь Бернара IV де л’Иль-Журдена.
Дети:
- Жан (ум. 1339), граф Комменжа. Родился после смерти отца.
- Сесилия (ум. 1384), виконтесса Тюренна с 1339. В 1350 г. продала виконтство Тюренн Гильому III Рожье де Бофору (мужу сестры) за 145 тысяч золотых флоринов.
- Жанна, муж — Пьер-Раймон II де Комменж
- Маргарита (ум. 1349)
- Элеонора (ум. 1397), муж (1349) — Гильом III Рожье, граф де Бофор.

Единственный сын Бернара VIII умер в младенческом возрасте (1339). Затем графство наследовали:
- по одной версии - Пьер Раймон I, его дядя;
- по другой версии - Пьер Раймон II де Комменж, зять.